# آرتور چدویک
آرتور چدویک (به انگلیسی: Arthur Chadwick) بازیکن فوتبال زادهٔ ژوئیه ۱۸۷۵ اهل انگلستان که سابقهٔ بازی در تیم ملی فوتبال انگلستان را در کارنامهٔ خود دارد. وی در تاریخ ۲۶ مارس ۱۹۰۰ نخستین بازی ملی خود را در مقابل تیم ملی فوتبال ولز انجام داد و با حضور در ۲ بازی ملی، در تاریخ ۷ آوریل ۱۹۰۰ واپسین بازی ملی‌اش را در برابر تیم ملی فوتبال اسکاتلند برگزار کرد.